# كاتي برات
كاتي برات (بالإنجليزية: Katie Pratt)‏ هي رسامة بريطانية، ولدت في 1969 في إبسوم في المملكة المتحدة.